# Valérie Baudson
Valérie Baudson, née Valérie Laure Braconnier le 7 mai 1971, est une personnalité française du monde de la finance. Elle est directrice générale d'Amundi depuis mai 2021.

## Biographie

### Famille et études
Valérie Baudson naît le 7 mai 1971 à Paris,. Son père est médecin hospitalier. Elle suit la majeure finance à HEC, dont elle sort diplômée en 1995. Elle épouse Éric Baudson le 21 juillet 2001. Ils ont deux enfants.

### Carrière
Valérie Baudson commence sa carrière en 1995 à l'Inspection générale de la Banque Indosuez où elle est chargée de missions d'audit à l'international,. Cette expérience l'amène notamment à travailler à Hong Kong, Jakarta, New York, ainsi qu'aux Émirats arabes unis. En 1996, la banque Indosuez devient une filiale du groupe Crédit agricole.
En 1999, elle rejoint Crédit agricole Cheuvreux, dont elle devient secrétaire générale et membre du comité de direction de 2001 à 2004. Par la suite, de 2004 à 2007, elle devient directrice marketing et membre du comité de management européen.
Elle entre en 2007 chez Crédit agricole Asset Management pour lancer et développer à partir de 2008 l'expertise de la société dans le domaine des ETF,. La société fusionne en 2010 avec Société Générale Asset Management pour donner naissance à Amundi. En 2013, elle est nommée responsable du métier « ETF, Indiciel et Smart Beta » d'Amundi.
Elle devient membre du comité exécutif d'Amundi en 2013 puis membre du comité de direction en 2016, date à laquelle elle est également nommée directrice générale de la filiale CPR Asset Management,. En parallèle, elle assure la supervision des filiales d'Amundi en Allemagne et en Espagne. En 2020, elle prend également en charge le pôle d'Amundi dédié aux clients distributeurs (conseillers en gestion de patrimoine et banques privées). Selon Les Échos, Valérie Baudson est ainsi « spécialisée dans les fonctions transverses et l'encadrement ».
Le 10 février 2021, Amundi annonce que Valérie Baudson succédera le 10 mai 2021 à Yves Perrier à la direction générale du groupe,. À cette occasion, elle est également nommée directrice générale adjointe du Crédit agricole,. Lors de sa prise de fonction, Valérie Baudson bénéficie d'une rémunération annuelle globale de 2 millions d'euros, constituée d'un salaire fixe de 800 000 euros et d'une part variable de 1,2 million d'euros, versée prorata temporis pour l'année 2021. La presse commente son arrivée en soulignant que le premier défi de Valérie Baudson à la tête d'Amundi sera de piloter l'intégration de Lyxor Asset Management au sein d'Amundi,.

### Autres
Valérie Baudson est présidente du collège des investisseurs de Paris Europlace et membre du comité stratégique de l'Association française de la gestion financière (AFG) depuis 2019,.

## Distinctions
- En décembre 2022, Valérie Baudson reçoit, conjointement avec son prédécesseur Yves Perrier, le Prix du financier de l’année 2022 de l'Andese organisé par Investir[14].

- Chevalier de la Légion d'honneur[15]